# Astrodesmus neuvillei
Astrodesmus neuvillei är en mångfotingart som beskrevs av Ribaut 1907. Astrodesmus neuvillei ingår i släktet Astrodesmus och familjen Gomphodesmidae. Inga underarter finns listade i Catalogue of Life.